# جورج فرانسیس میلن، بارون اول میلن
جورج فرانسیس میلن، بارون اول میلن (انگلیسی: George Milne, 1st Baron Milne; ۵ نوامبر ۱۸۶۶ – ۲۳ مارس ۱۹۴۸) فرد نظامی اهل بریتانیا بود. وی همچنین برندهٔ جوایزی همچون نشان حمام و نشان ردیمر شده‌است.
یک افسر ارشد ارتش بریتانیا بود که از سال ۱۹۲۶ تا ۱۹۳۳ به عنوان رئیس ستاد کل امپراتوری خدمت کرد. او در جنگ دوم بوئر خدمت کرد و در طول جنگ جهانی اول مدت کوتاهی در جبهه غرب خدمت کرد، اما بیشتر جنگ را به فرماندهی نیروهای بریتانیایی در جبهه مقدونیه گذراند. به عنوان رئیس ستاد کل، او عموماً مکانیزه کردن نیروهای زمینی بریتانیا را ترویج داد، اگرچه پیشرفت عملی محدودی در دوران تصدی او حاصل شد.